# Narycia monilifera
Narycia monilifera är en fjärilsart som beskrevs av Geoffroy 1785. Narycia monilifera ingår i släktet Narycia och familjen säckspinnare. Inga underarter finns listade i Catalogue of Life.